# Robert Forrer

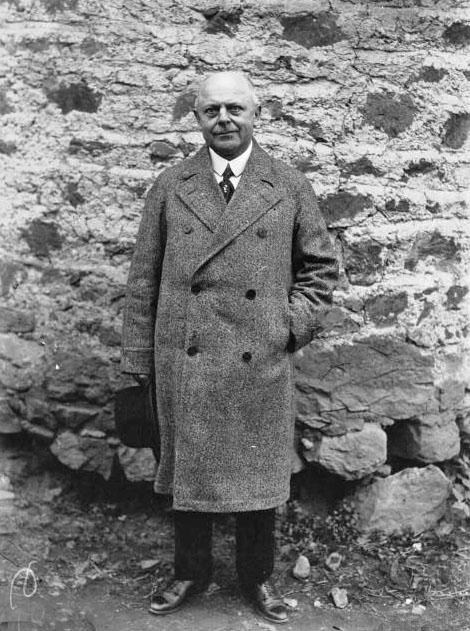
Forrer 1927 im Museum von Glozel

Robert Forrer (* 9. Januar 1866 in Meilen; † 9. April 1947 in Strassburg) war ein Schweizer Sammler, Kunsthändler, Kunsthistoriker, Archäologe, Museumsdirektor und Denkmalschützer.

## Leben
Robert Forrer stammte aus einer grossbürgerlichen Familie, die sich als eine der wichtigsten Familien von Winterthur bis ins 16. Jahrhundert zurückverfolgen lässt. Das Familienwappen zeigt einen Wilden Mann und eine Föhre, auf die die Familie auch ihren Namen zurückführt. Forrers Vater war Seidenhändler; möglicherweise legte er damit die Grundlage für das lebenslange Interesse seines Sohnes an Textilien. Als Robert Forrer sechs Jahre alt war, verliess die Mutter die Familie für einen anderen Mann. Seitdem hatte er ein besonders inniges Verhältnis zu seiner zwei Jahre jüngeren Schwester und späteren Dichterin Clara, mit der er bei seiner Grossmutter aufwuchs. Diese achtete streng auf die Ausbildung ihrer Enkel. Nachdem Vater Forrer 1879 durch Aktienspekulationen sein Vermögen verloren hatte, konnte Robert sein angestrebtes Studium nicht aufnehmen. Die vom Vater vorgesehene Karriere als Versicherungsagent beendete er nach zwei Monaten Ausbildung, da er sich dazu in keiner Weise geeignet zeigte. Im Alter von 17 Jahren veröffentlichte er seine erste Schrift, eine Arbeit über die Schweizer Pfahlbauten, deren Erforschung zu dieser Zeit in hoher Konjunktur stand.

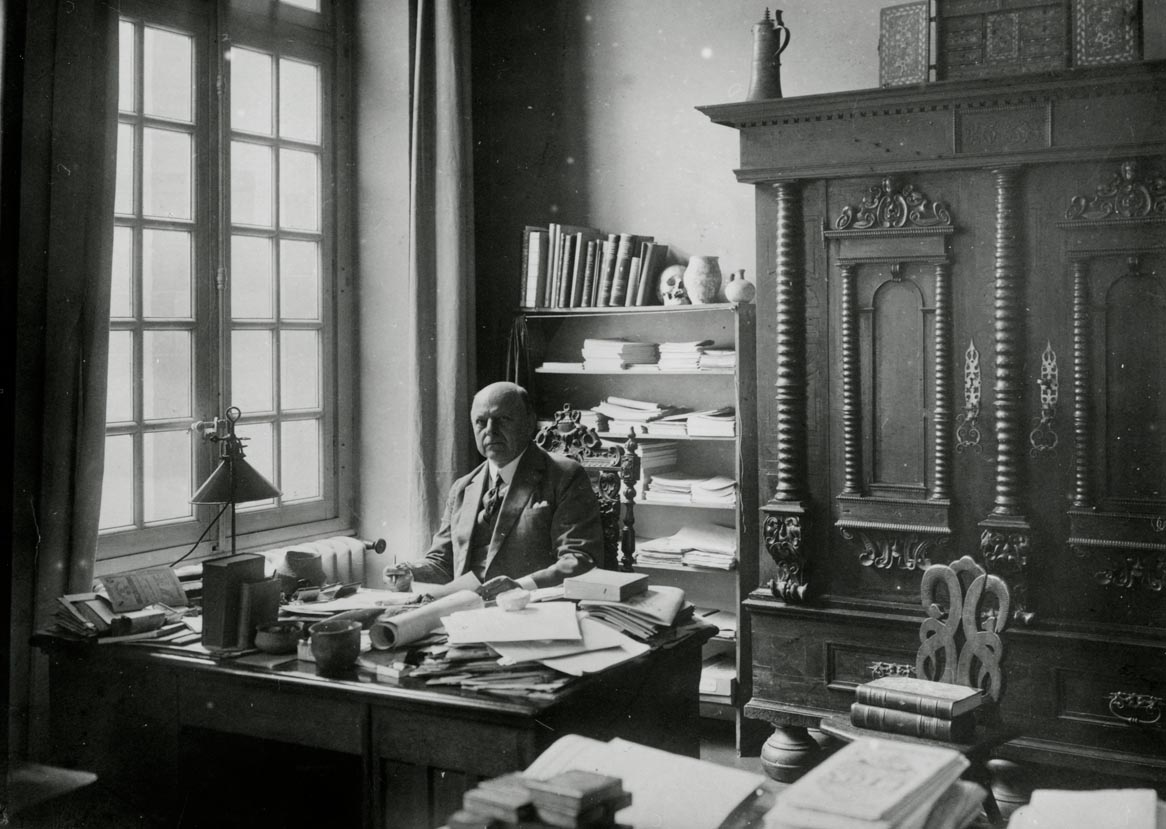
Robert Forrer in seinem Arbeitszimmer im Palais Rohan

Forrer widmete sich nun seiner gewünschten Karriere als Kunstsammler und Kunsthändler. 1887 heiratete er Emilie Hager aus einer Berliner Modedynastie. Seine Frau war schon vor der Hochzeit eine bekannte Couturière, die mit ihrer Arbeit viel Geld verdiente. Das Paar zog nach Strassburg, weil Forrer es für das Zentrum Europas hielt. Emilie eröffnete dort ein Atelier mit mehreren Angestellten und unterstützte Forrer bei dessen Sammlertätigkeit mit ihrem Geld. Er reiste nach Italien und auch für zehn Monate nach Ägypten; überall vergrösserte er seine Sammlung. Das Paar bekam zwei Kinder. Seinem jüngeren Sohn Emil gab er den zweiten Namen Orgetorix. Robert Forrer gehörte zum bürgerlichen Establishment Strassburgs, wo er auch Mitglied der Société pour la Conservation des Monuments Historiques d’Alsace war, für die er im Laufe der Zeit immer wichtiger wurde. 1909 wurde er Leiter des Städtischen Museums für Archäologie im Palais Rohan, was er bis zu seiner Ablösung 1945 durch Jean-Jacques Hatt blieb. Nachdem Emilie 1925 verstorben war, heiratete er mit Philippine Loew eine langjährige Bekannte. Sein letztes Werk, eine Kulturgeschichte des Schuhs, diktierte er zwischen 1939 und 1941. Vor dem Krieg floh er in die Schweiz und liess seine Sammlung bis auf wenige Stücke in Strassburg zurück. Die wichtigsten Stücke hatte er auslagern lassen oder verkauft. Nach dem Krieg kehrte er nach Strassburg zurück, wo er 1947 starb. Seine Grabstätte befindet sich auf dem Strassburger Nordfriedhof.
Forrers Sammlungs- und Forschungsspektrum war immens. Dabei widmete er sich einem Thema immer so lange, bis er es für sich genügend bearbeitet hatte. Danach verkaufte er oft die entsprechende Sammlung und kümmerte sich um das Thema meist nicht wieder. Er weigerte sich aber, Einzelstücke zu verkaufen, und veräusserte nur ganze Sammlungen, womit er meist gute Geschäfte machte. Forrer publizierte, anders als viele Sammler seiner Zeit, die Stücke seiner Sammlungen und machte sie so auch anderen Forschern zugänglich. Er war, gemeinsam mit dem Kunsthändler Heinrich Messikommer, Herausgeber und Redakteur der „Antiquitäten-Zeitschrift“, in der er nicht nur publizierte, sondern anderen Sammlern auch verschiedene praktische Tipps gab. Auch in anderen Organen der Tages- und Fachpresse veröffentlichte er viele Beiträge. Vielfach betrat Forrer mit seinen Studien Neuland und widmete sich bis dato unerforschten Materialgruppen. Er widmete sich Stoffen, angefangen von koptischen bis modernen Textilien, Waffen aus allen Zeiten – unter anderem besass er 40 Kanonen –, Münzen, Büchern – darunter Wiegendrucke, Illustrationen und Monogrammsignaturen –, mittelalterlicher Kunst, Möbeln, prähistorischen, frühmittelalterlichen und ägyptologischen Artefakten sowie Schmuck des Mittelalters und der Renaissance. Forrer führte auch selbst Ausgrabungen durch. Er stand in Kontakt mit vielen Forschern seiner Zeit. Durch seine häufigen Besuche in Berlin freundete er sich auch mit Kaiser Wilhelm II. an. Er war in Altertumsvereinen tätig und richtete das Erdgeschoss seiner Villa (Villa Panopolitana) wie ein Museum ein, das als Ausstellungsraum für interessierte Sammler und Vertreter der internationalen Museen diente. Sein eigenes Arbeitszimmer richtete er im gotischen Stil ein, das Boudoir seiner Frau im Stil Ludwig XVI.
Sein Sohn Emil wurde ein bedeutender Altorientalist, seine Tochter Odile heiratete den Archäologen Claude Schaeffer.

## Schriften (Auswahl)
- Römische und byzantinische Seiden-Textilien aus dem Gräberfelde von Achmim-Panopolis. Verlag Emil Birkhäuser, Strassburg i.E. 1891 (Digitalisat).
- Die Graeber- und Textilfunde von Achmim-Panopolis. Verlag Emil Birkhäuser, Strassburg i.E. und Basel 1891 (Digitalisat).
- mit Richard Zschille: Der Sporn in seiner Formen-Entwicklung. Ein Versuch zur Characterisirung und Datirung der Sporen unserer Kulturvölker. Verlag Paul Bette, Berlin 1891 (Digitalisat)
- Die frühchristlichen Alterthümer aus dem Gräberfelde von Achmim-Panopolis (nebst analogen unedirten Funden aus Köln, etc.). Verlag F. Lobauer, Strassburg i.E. 189 (Digitalisat).
- Die Zeugdrucke der byzantinischen, romanischen, gothischen und späteren Kunstepochen. Verlag Konkordia AG, Strassburg i.E. 1894 (Digitalisat).
- mit Gustav Adolf Müller: Kreuz und Kreuzigung Christi in ihrer Kunstentwicklung. Verlag Konkordia AG, Strassburg i.E. und Bühl (Baden) 1894 (Digitalisat).
- Mein Besuch in el-Achmin. Reisebriefe aus Aegypten. Verlag F. Schlesier, Strassburg i.E. 1895 (Digitalisat).
- Die Waffensammlung des Herrn Stadtrath Richard Zschille in Grossenhain (Sachsen). Verlag Dr. E. Mertens & Co., Berlin ohne Jahr [1896] (Digitalisat).
- Die Kunst des Zeugdrucks vom Mittelalter bis zur Empirezeit. Nach Urkunden und Originaldrucken., Verlag Schlesier und Schweikhardt, Strassburg i.E. 1898 (Digitalisat).
- Der Odilienberg. Seine vorgeschichtlichen Denkmäler und mittelalterlichen Baureste, seine Geschichte und seine Legenden. Verlag Karl J. Trübner, Strassburg i.E. 1899 (Digitalisat).
- Unedierte Federzeichnungen, Miniaturen und Initialen des Mittelalters. Verlag Schlesier & Schweikhardt, Strassburg i.E. 1902 (Digitalisat).
- Bauernfarmen der Steinzeit von Achenheim und Stützheim im Elsass. Ihre Anlage, ihr Bau und ihre Funde. Verlag Karl Trübner, Strassburg i.E. 1903 (Digitalisat).
- Geschichte des Gold- & Silberschmuckes nach Originalen der Strassburger historischen Schmuck-Ausstellung von 1904. Verlag Ludolf Beust, Strassburg i.E. 1905 (Digitalisat).
- Die Schwerter und Schwertknaufe der Sammlung Carl von Schwerzenbach-Bregenz. Mit einer Geschichte von Schwert und Dolch. Verlag Karl W. Hiersemann, Leipzig 1905 (Digitalisat).
- Les antiquités, les tableaux et les objets d'art de la collection Alfred Ritleng à Strasbourg. Verlag „Revue Alsacienne illustrée“, Druck: C. Müh & Cie., Strassburg i.E. 1906 (Digitalisat)
- Reallexikon der prähistorischen, klassischen und frühchristlichen Altertümer. Verlag W. Spemann, Berlin und Stuttgart 1907 (Digitalisat).
- Das Mithra-Heiligtum von Königshofen bei Strassburg. Verlag W. Kohlhammer, Stuttgart 1915 (Digitalisat).
- Les elephants, hippopotames et l´homme de l´alsace quaternaire. Etude de geographie paleolithique regionale. ohne Verlag, Ort, Jahr [1925] (Digitalisat).